# Stronia (Pieniny)
Stronia (663 m n.p.m.) – wzniesienie w Pieninach Czorsztyńskich, po południowej stronie ich grzbietu głównego, poniżej Macelaka. Od południowej strony ma bardzo strome i częściowo skaliste stoki. Od zachodniej strony znajduje się drugie, bardziej skaliste i wyższe wzniesienie zwane Rabsztynem. Na obydwu tych szczytach można spotkać bardzo rzadkie gatunki ptaków: pomurnika i puchacza, które mają tutaj swoje gniazda. Z rzadkich w Polsce gatunków roślin stwierdzono występowanie ostrożnia dwubarwnego. Stoki Stroni porośnięte są lasem, ale powyżej, na stoku wznoszącym się do głównego grzbietu znajdują się łąki zwane kolejno: Za Stronią, Za Rabsztynem, Roplichta i Suszyna. Poniżej południowych podnóży Stroni znajdują się pola uprawne Sromowiec Wyżnych.
Stronia znajduje się w granicach wsi Sromowce Wyżne w województwie małopolskim, w powiecie nowotarskim, w gminie Czorsztyn, na chronionych terenach Pienińskiego Parku Narodowego i nie jest dostępna dla turystów. Od południowej strony jest dobrze widoczna z drogi do Sromowiec Niżnych. Jej wschodnimi podnóżami prowadzi czerwony szlak turystyczny ze Sromowiec-Kątów na Przełęcz Trzy Kopce.